# 真實模式
真實模式（英語：Real mode）是Intel 80286和之後的x86相容CPU的操作模式。真實模式的特性是一個20位元的區段記憶體位址空間（意思為只有1MB的記憶體可以被定址），可以直接軟體存取BIOS常式以及周邊硬體，沒有任何硬體等級的記憶體保護觀念或多工。所有的80286系列和之後的x86 CPU都是以真實模式下開機；80186和早期的CPU僅僅只有一種操作模式，也就是相當於後來晶片的這種真實模式。
286架構導入保護模式，允許硬體等級的記憶體保護。然而要使用這些新的特色，需要額外先前不需要的軟體指令。由於x86微處理機主要的設計規格，是能夠完全地向前相容於針對先前所有x86晶片所撰寫的軟體，因此286晶片的開機是處於'真實模式'—也就是關閉新的記憶體保護特性的模式，所以可以執行針對舊的微處理器所設計的軟體。到現在為止，即使最新的x86 CPU一開始在電源開啟處於真實模式下，也能夠執行針對先前任何晶片所撰寫的軟體。
IBM引进的PC-BIOS与DOS作業系統（MS-DOS、DR-DOS等等）都是在真實模式下運作。早期的Microsoft Windows版本（主要地只是圖形用戶界面外殼，而事實上不是作業系統）也在真實模式下運行，直到Windows 3.0是第一种在保护模式下运行的Windows系列的操作系统。Windows 3.0进一步增强了这方面功能，能夠在真實模式或是保護模式下运行。Windows 3.0在保護模式下有兩種运行"喜好" - "標準模式"，也就是使用保護模式來運行；而"386-增強模式"，允許使用32位元定址，因此無法在286上執行（儘管都有保護模式，但是286只是16位元晶片；32位元的暫存器在80386系列中推出）。Windows 3.1不再允许在真實模式下运行，只能在保护模式下运行，因此也是第一個最少需要80286處理器的主流作業環境（不管Windows/286，因為並非主流產品）。幾乎所有的現今x86作業系統（Linux、Windows 95和之後、OS/2等等）都會在啟動後將CPU切換到保護模式或長模式。